# أحمد مشيمع
أحمد مشيمع (13 ديسمبر 1982) لاعب كرة قدم بحريني يلعب حاليا لصالح نادي الدرجة الأولى الأهلي البحريني في مركز حارس المرمى من 2016.

## الإنجازات

### الأهلي
- كأس ملك البحرين (2): 2001، 2003

## روابط خارجية
- أحمد مشيمع على موقع قاعدة بيانات كرة القدم.إي يو (الإنجليزية)
- أحمد مشيمع على موقع ناشيونال فوتبول تيمز (الإنجليزية)